# Ruacana-Wasserkraftwerk
Das Ruacana-Wasserkraftwerk (englisch Ruacana Hydro Power Station oder Ruacana Power Station) ist das größte Kraftwerk in Namibia. Ursprünglich in den 1970er Jahren erbaut, wurde das Kraftwerk seit den 2010er Jahren saniert und ausgebaut. Es hat heute (Stand Mai 2017) eine Kapazität von 347 Megawatt.

## Geschichte
Das Wasserkraftwerk wurde nach einem Abkommen zwischen Südafrika und Portugal im Rahmen des Cunene-Projektes errichtet. Zunächst wurde 1975 ein Stausee für den Hochwasserüberfluss etwa 80 Kilometer südlich der angolanischen Stadt Nova Lisboa am Kunene errichtet. Dieser ist heute von wirtschaftlich wichtiger Bedeutung für Angola, das u. a. eigene Kraftwerke und kommerziellen Fischfang am Stausee betreibt.
In einer zweiten Phase wurde ein weiterer Staudamm etwa 65 Kilometer flussaufwärts von Ruacana bei Calueque errichtet. Der Damm ist bis heute (Stand Mai 2017) nur zu etwa 70 Prozent fertiggestellt, nachdem Angola den Bau 1976 stoppte. In der dritten Bauphase wurde bis 1978 ein Verteilungswehr etwa ein Kilometer von Ruacana errichtet. Die vierte Phase umfasste den Bau des eigentlichen Kraftwerks mit drei Turbinen von jeweils 80 MW auf der namibischen Flussseite. In der abschließenden fünften Bauphase wurde über 670 Kilometer eine 330-kV-Stromleitung errichtet.
2012 wurde das Kraftwerk um 90 MW erweitert und die bestehenden Turbinen auf 257 MW ausgebaut.